# Naturschutzgebiet Große Aa

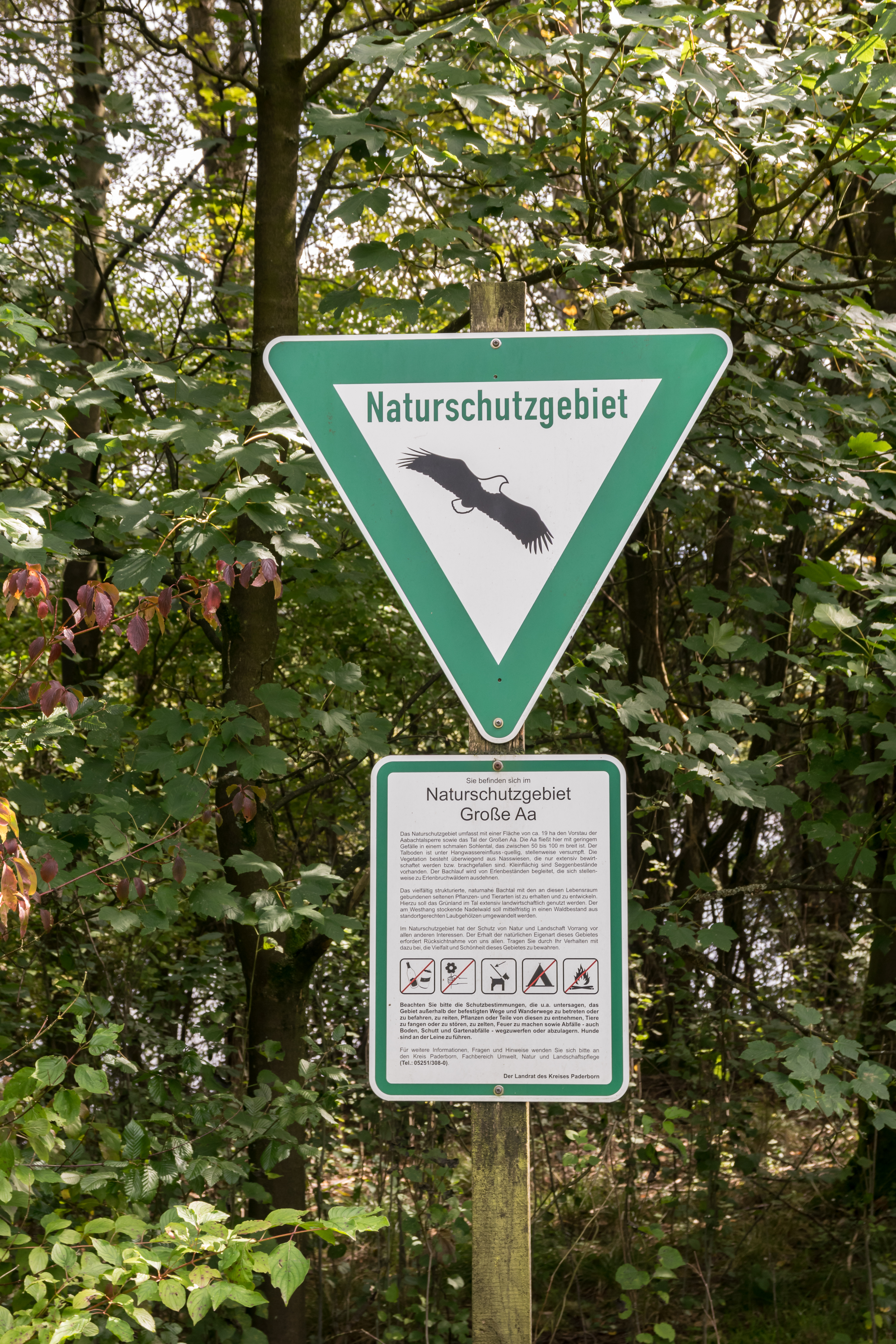
NSG-Schild

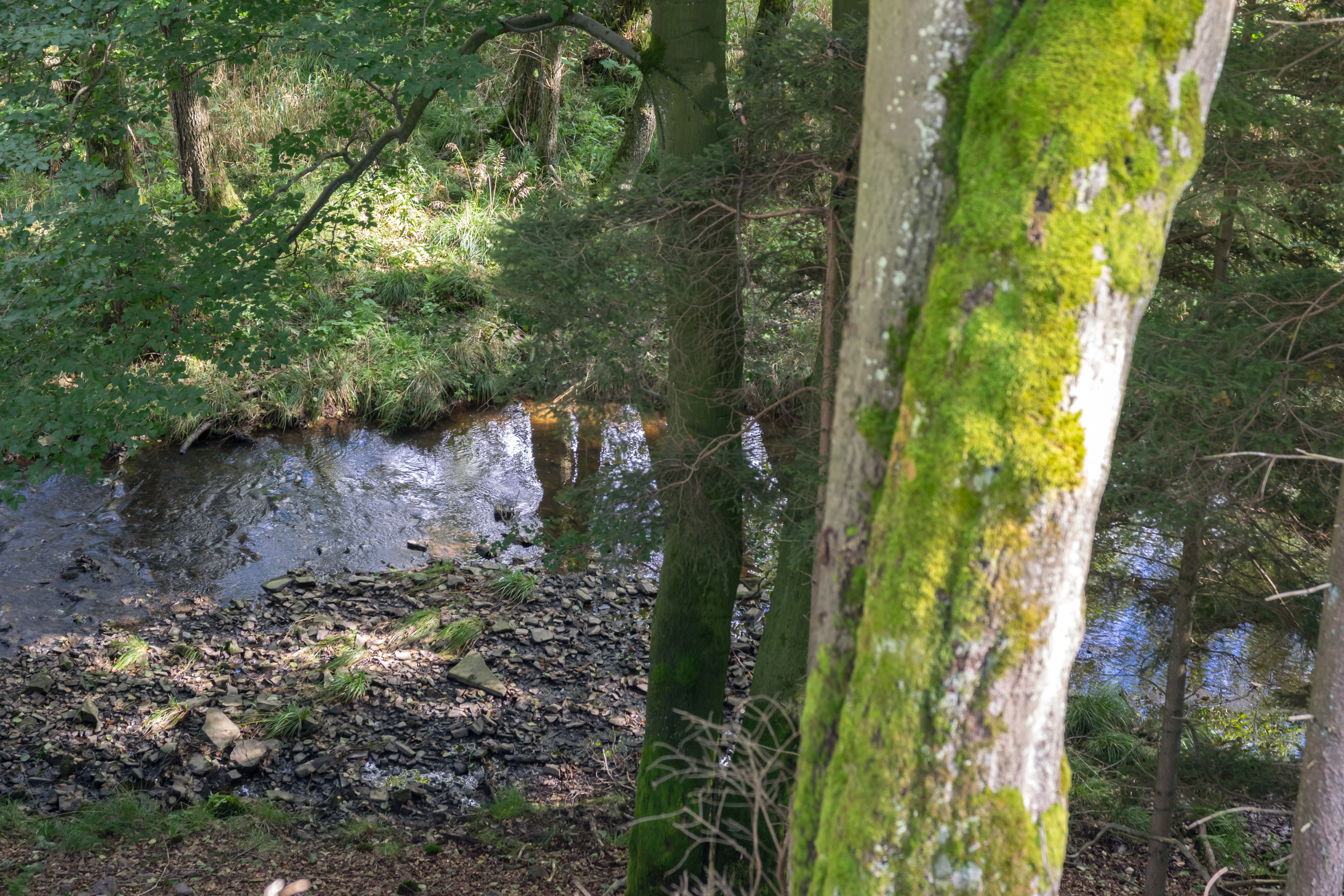
Große Aa im NSG

Das Naturschutzgebiet Große Aa mit 19,2 ha Flächengröße liegt im Stadtgebiet von Bad Wünnenberg im Kreis Paderborn. Das Naturschutzgebiet (NSG) wurde 1996 vom Kreistag mit dem Landschaftsplan Büren-Wünnenberg ausgewiesen. Das Gebiet ist seit 2004 auch als Teil des FFH-Gebiet Bredelar, Stadtwald Marsberg und Fürstenberger Wald (DE 4518-305) geschützt, zu dem auch der ganze umgebende Wald gehört. Das NSG grenzt direkt an die Kreisgrenze. Das NSG gehört seit 2023 zum Vogelschutzgebiet Diemel- und Hoppecketal mit angrenzenden Wäldern.

## Gebietsbeschreibung
Das NSG umfasst das Tal der Großen Aa von der Kreisgrenze bis zur Aabach-Talsperre, wobei ein Nebenarm der Talsperre zum Schutzgebiet gehört. Die Aa fließt im NSG mit geringem Gefälle in einem schmalen Sohlental von durchschnittlich 50–100 m Breite, welches ca. 70 m tief in die umgebenden Randhöhen eingeschnitten ist. Die Talaue ist unter Hangwassereinfluss quellig und stellenweise versumpft. Die Vegetation der dortigen Grünlandbereiche besteht überwiegend aus Nasswiesen. Die Nasswiesen sind großteils verbracht, Hochstauden und Seggen dominieren die Vegetation der Brachen. In den Brachwiesen gibt es ein größeres Vorkommen des Sumpf-Stendelwurzes. Kleinflächig kommen Großseggenbestände vor. Der Bachlauf wird bis auf kürzere Bereiche von Erlen gesäumt, wobei die sich stellenweise zu Erlenbruchwäldern ausdehnen. Das NSG-Gebiet wird meist extensiv bewirtschaftet. Hochstauden sowie Seggen dominieren. Der Bachlauf ist in seiner Gesamtausdehnung unverbaut und etwa 2 bis 3 m breit. Der mäandrierende Bach ist 0,5 m eingetieft und hat ein steiniges Bett.